# تبدال

تعريف للانتقال والتبدال الوراثيين.

التبدال في علم الأحياء الجزيئي هو استبدال بيورين (ذو حلقتين) ببيريميدين (ذو حلقة واحدة) أو العكس في الحمض النووي الصبغي (دنا). لا يمكن عكسه سوى بإرجاع تلقائي.
رغم أنه يوجد احتمال تبدالان مقابل انتقال واحد، إلا أن طفرات الانتقال أكثر حدوثا من التبدالات لأن استبدال حلقة واحدة بأخرى أكثر احتمالا للحدوث من استبدال حلقة واحدة ببنية ذات حلقتين، كما أن للانتقالات احتمال صغير في إنتاج استبدالات حمض أميني (بسبب ترابط ووبل). للتبدال عادة تأثير أكثر وضوحا من الانتقال لأن موضع نوكليوتيد الكودون الثالث -والذي له نسبة كبيرة في انحلال الكود- أكثر تحملا للانتقال من التبدال وهذا يعني أن التبدال له احتمال كبير أن يُشفِّر نفس الحمض الأميني.
يمكن للتبدالات أن تكون تلقائية أو يسببها إشعاع مؤين أو عوامل ألكلة.

## تبدال خط إنتاشي تلقائي
8-أوكسو-2'-غوانوسين منقوص الأكسجين (8-oxodG) هو مشتق مؤكسد للغوانوسين منقوص الأكسجين وهو أحد أكبر نواتج أكسدة الدنا. أثناء تضاعف الدنا خلال الخط الإنتاشي للفئران تسبب القاعدة المؤكسدة 8-أوكسو غوانين (8-oxoG) طفرات تبدال G إلى T تلقائية وراثية. تظهر هذه الطفرات في مراحل مختلفة من الخط الإنتاشي للخلية الجنسية ويتم نشرها عبر الكروموسومات.

## روابط خارجية
- كار، ستيفن.م. "Transition versus Transversion mutations". جامعة ميموريال في نيوفاوندلاند. مؤرشف من الأصل في 2019-05-09.
- Nikolay's Genetics Lessons (2014). Transition versus Transversion mutations (how to memorize). يوتوب. مؤرشف من الأصل في 2022-10-06.